# George Clifford Sziklai
George Clifford Sziklai (* 9. Juli 1909 in Budapest, Ungarn; † 9. September 1998 in Los Altos Hills, Kalifornien) war ein Elektronikingenieur mit Arbeiten zur elektronischen Schaltungstechnik. Nach ihm ist das Sziklai-Paar benannt, welches von ihm 1956 entwickelt wurde. Das Sziklai-Paar stellt eine Form von Verstärker dar, bestehend aus zweier Bipolartransistoren, welcher in integrierten Schaltungen (ICs) verwendet wird.
George Clifford Sziklai studierte zunächst an der Loránd-Eötvös-Universität in Ungarn und an der Technischen Universität München, bevor er 1930 nach New York emigrierte. Er arbeitete bei verschiedenen Elektronikfirmen zu der Zeit, wie der Radio Corporation of America (RCA) und der Westinghouse Electric, bevor er 1967 zum Lockheed Palo Alto Research Laboratory (LPARL), einem Forschungslabor von Lockheed in Palo Alto, Kalifornien, ging.
Neben der elektronischen Schaltungstechnik beschäftigte er sich mit verschiedenen technischen Themengebieten wie der Bildverarbeitung und entwickelte die Bildaufnahmeröhre Orthicon welche in frühen Farbfernsehkameras für erste Farbaufnahmen eingesetzt wurde.